# Плохие парни 2
«Плохие парни 2» (англ. Bad Boys II) — американский комедийный боевик 2003 года, пятый полнометражный фильм режиссёра Майкла Бэя, спродюсированный Джерри Брукхаймером, и продолжение фильма 1995 года «Плохие парни», а также второй фильм серии «Плохие парни». Мартин Лоуренс, Уилл Смит, Тереза Рэндл и Джо Пантолиано повторили свои роли в фильме. Среди новых актёров — Жорди Молья, Габриэль Юнион и Петер Стормаре. Фильм рассказывает о детективах Маркусе Бернетте и Майке Лоури, расследующих поток нелегальных наркотиков, поступающих в Майами.
Был выпущен 18 июля 2003 года. Фильм получил в целом негативные отзывы критиков, а журнал Rotten Tomatoes единодушно охарактеризовал его как «два с половиной часа взрывов и бессмысленного подшучивания»; однако в коммерческом плане он показал хорошие результаты, собрав в мировом прокате 273 миллиона долларов и став десятым самым кассовым фильмом 2003 года. Два продолжения, «Плохие парни навсегда» и «Плохие парни до конца», были выпущены в 2020 и 2024 годах соответственно.

## Сюжет
Спустя восемь лет после событий первого фильма, детективы отдела наркотиков департамента полиции Майами Маркус Бёрнетт и Майк Лоури расследуют приток экстази в город. Расследование приводит их на собрание Ку-клукс-клана (ККК), где имеет место сбыт наркотиков. В перестрелке несколько членов ККК были убиты или ранены. Вскоре прибывают другие полицейские и арестовывают выживших членов ККК, которые, как выясняется, являются не распространителями наркотиков, а лишь мелкими покупателями.
Маркус задаётся вопросом, хочет ли он остаться напарником Майка. Тем временем Майк скрывает отношения с сестрой Маркуса Сидни. Сид, без ведома Майка и Маркуса, является агентом управления по борьбе с наркотиками (DEA), отмывающим деньги для российской гангстерской группировки, которая распространяет экстази от имени кубинского наркобарона Джонни Тапия.
Во время перевозки денег между русскими и Тапия, на Сид нападают гаитянская группировка ZoePounder, планирующая украсть деньги. Майк и Маркус непреднамеренно вмешиваются, начинается перестрелка и автомобильная погоня, нанёсшая ущерб государственной собственности, что приводит в ярость капитана полиции Конрада Говарда. Маркусу и Майку становится известен род деятельности Сидни, и капитан Говард требует, чтобы они нашли поставщика экстази.
Маркус и Майк противостоят гаитянской банде, а также после тщательного допроса одного из лидеров узнают, что Тапия, возможно, использует местный морг в качестве прикрытия для отмывания денег. Затем двое проникают в особняк Тапия, изображая дезинсекторов, и обнаруживают, что Тапия избавился от некоторых своих русских распространителей.
Детективы определяют местонахождение лодки, использующейся для контрабанды наркотиков, после того, как вынудили захваченного члена Клана выдать информацию. Двое наблюдают, как фургон из морга подъезжает к лодке, и безуспешно преследуют машину. Майк и Маркус проникают в морг Тапия, притворившись водителями скорой помощи, и узнают, что он использует трупы для контрабанды наркотиков и денег. Когда детективов почти обнаружили, Майк приказывает полицейским в засаде снаружи здания врезаться в здание на машине скорой помощи, чтобы отвлечь внимание.
Полиция совершает рейд на морг и особняк Тапия, береговая охрана США перехватывает наркотики и деньги. Однако во время рейда мстительный русский гангстер Алексей отправляется в особняк, планируя отомстить за своих погибших друзей. Вскоре его убивают полицейские, а Тапия узнает тайну Сидни, похищает её и доставляет на Кубу.
С Сидни в качестве заложника в своём комплексе, Тапия требует вернуть свои деньги в обмен на Сид. Майк и Маркус с командой добровольцев из спецназа, сотрудников ЦРУ и агентов DEA врываются в комплекс Тапия, спасают Сид и разрушают здание.
Группа сбегает, разъярённый Тапия гонится за ними, погоня заканчивается на минном поле возле военно-морской базы США в заливе Гуантанамо, где Тапия держит Майка под дулом пистолета, а охранники с военно-морской базы угрожают им двоим. Сидни активирует одну из мин с помощью пистолета, убивая одного из головорезов Тапия. Маркус одолел Тапия, выстрелив ему в лоб, в результате чего тот упал на несколько мин, разорвавших его тело. Майк благодарит Маркуса за спасение, а затем целует Сидни.
Позже во время отдыха в новом бассейне в доме Бернетта, Маркус наконец-то помирился с Майком, встречающимся с Сид. Мир продлился недолго, так как Майк сообщает Маркусу, что не может быть с Сид вместе из-за Маркуса и его отношения. Двое ведут шуточный разговор о переводе, в это время собака разрушает бассейн, в результате их обоих смывает в море. Маркус и Майк договариваются работать вместе, а затем празднуют песней Bad Boys.

## В ролях
| Актёр          | Роль                              |
| -------------- | --------------------------------- |
| Мартин Лоуренс | детектив Маркус Майлз Бёрнетт     |
| Уилл Смит      | детектив Майкл «Майк» Юджин Лоури |
| Жорди Молья    | Гектор Хуан Карлос «Джонни» Тапия |
| Габриэль Юнион | Сидни «Сид» Бёрнетт               |
| Олег Тактаров  | Джозеф Кунинскавич                |
| Петер Стормаре | Алексис                           |
| Тереза Рэндл   | Тереза Бёрнетт                    |
| Джо Пантолиано | капитан Конрад Говард             |
| Майкл Шэннон   | Флойд Потит                       |
| Джон Сэлли     | хакер Флетчер                     |

## Саундтрек
1. Intro
2. Show Me Your Soul (P. Diddy, Lenny Kravitz, Pharrell, Loon)
3. La-La-La (Jay-Z)
4. Shake Ya Tailfeather (Nelly, P. Diddy, Murphy Lee)
5. Girl I’m A Bad Boy (Fat Joe, P. Diddy, Dre)
6. Keep Giving Your Love to Me (Beyoncé)
7. Realest Niggas (The Notorious B.I.G., 50 Cent)
8. Flipside (Freeway)
9. Gangsta Shit (Snoop Dogg, Loon)
10. Pretty Girl Bullshit (Mario Winans, Foxy Brown)
11. Model (Interlude)
12. Love Don’t Love Me (Justin Timberlake)
13. Relax Your Mind (Loon)
14. Didn’t Mean (Mary J. Blige)
15. God Sent You (Interlude)
16. Why (Da Band)
17. Shot You (Interlude)
18. Wanna Be A G’s (M.O.P., Sherita Lynch)

## Оценки
Фильм получил преимущественно отрицательные отзывы. На сайте Rotten Tomatoes фильм имеет рейтинг 23 % на основе 177 рецензий со средним баллом 4,1 из 10. Критический консенсус гласит: «два с половиной часа взрывов и плоского юмора».

## Номинации
- Премия «MTV Movie Awards»
  - 2004 — Лучшая экшн-сцена
  - 2004 — Лучшая экранная команда (Уилл Смит, Мартин Лоуренс)